# Hadith

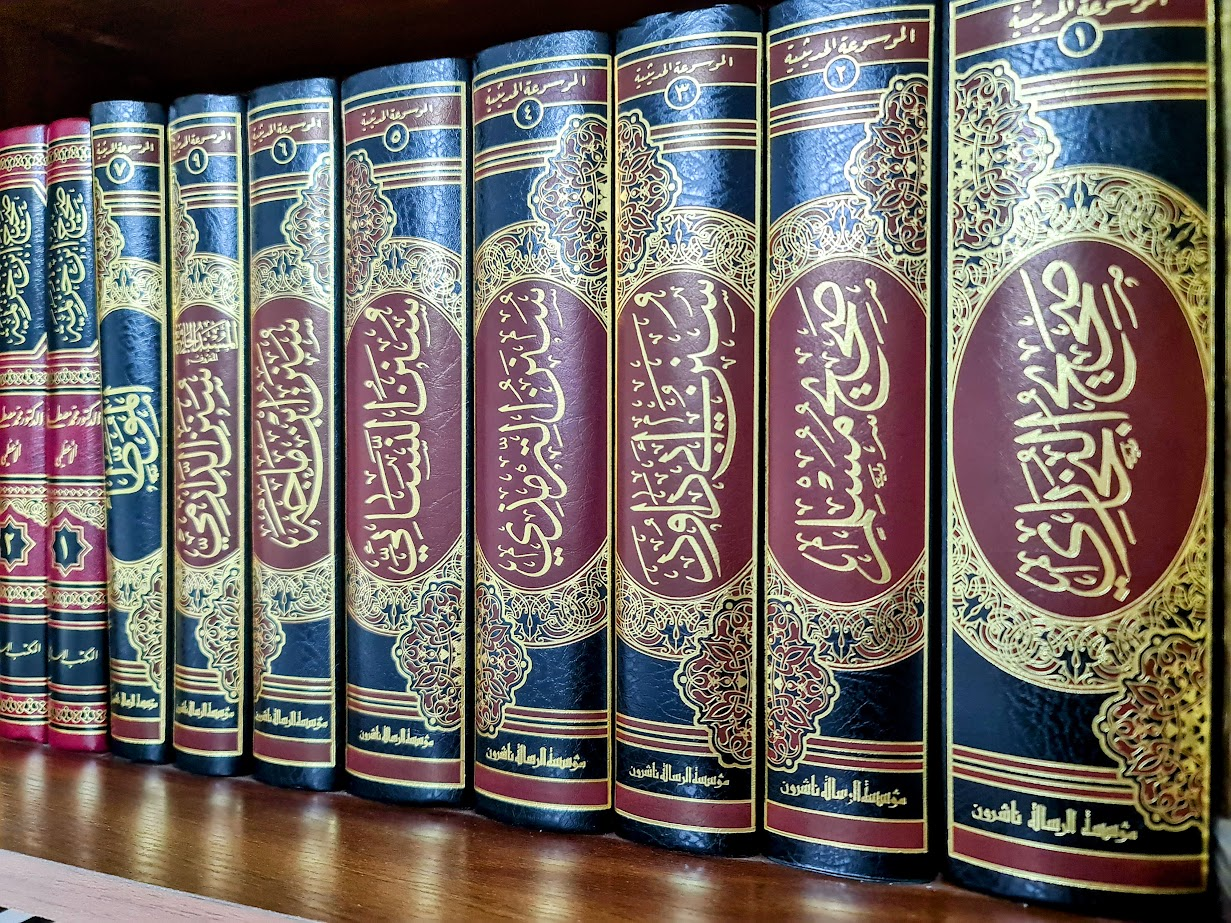
Boeken waarin de Hadith zijn vastgelegd

De Hadith (Arabisch: حديث, ḥadīṯ meervoud: أحاديث, aḥādīṯ, wat men vertelt) zijn de in grote verzamelingen vastgelegde, islamitische overleveringen over het doen en laten en de uitspraken van Mohammed. Via deze overleveringen kent men de soenna, de manier (weg) van de profeet. Voor de overgrote meerderheid van de moslims vormen de Hadith een aanvulling op en interpretatie van de Koran. De Hadith is een in de 8e en 9e eeuw schriftelijk vastgelegde orale traditie. Het is een in het Arabisch gebruikt islamitisch woord.
Een hadith bestaat uit twee delen:
Isnad: de keten van personen die de uitspraak hebben doorgegeven. Dit is belangrijke informatie, omdat de waarde en de betrouwbaarheid van hetgeen er doorverteld wordt, sterk afhangt van de oorsprong van de informatie.
Matn: de eigenlijke inhoud van de uitspraak.
De Nederlandse taal kent geen verschillende aanduidingen van meervoud en enkelvoud, alleen de aanduiding Hadith. Het kan volgens het Groene Boekje met of zonder hoofdletter worden geschreven.
Uit de Koran en de Hadith werden islamitische wetten samengesteld, de sharia. In de meeste islamitische landen geldt de sharia als basis van een deel van het recht. De meeste islamitische landen hebben overigens een gemengd rechtssysteem. De Hadith geniet geen absoluut gezag en is geen primaire bron, omdat ze bestaat uit mondelinge overleveringen die later werden opgetekend.
Alle stromingen in de islam kennen eigen bronnen van Hadith-verzamelingen. Waar de soennieten bijvoorbeeld Al-Bukhari en Muslim als authentiek en betrouwbaar beschouwen, zien sjiitische stromingen de Kitab al-Kafi als hun voornaamste bron van Hadith, die vooral door metgezellen van de Twaalf Imams zijn overgeleverd.
Aanhangers van het koranisme menen dat Hadith-verzamelingen te veel tegenstrijdigheden met zichzelf en met de Koran hebben. Bovendien zou de Koran zeer negatief zijn over het volgen van Hadith. De Koran wordt beschouwd als de beste Hadith. Ook in de sjiitische Kitab al-Kafi wordt vooraf gezegd dat het onjuist is om een Hadith authentiek te noemen, omdat de overleveraars mensen zijn en niet onfeilbaar en omdat elke Hadith 'afgewogen' dient te worden met de Koran.
Volgens koranisten, of 'Quran alone' moslims, zou de Koran het volgen van Hadith veroordelen (in bijvoorbeeld verzen 6:114, 31:6, 45:6 en 77:50) en ook het vertrouwen op bronnen buiten de Koran.

## Beoordeling van een Hadith
De Hadith zijn als volgt geclassificeerd:
- sahieh: 'waar'
- hasan: 'goed'
- da'ief: 'zwak'
- mawdoe: 'probleem'

Een sahieh-overlevering moet aan vijf voorwaarden voldoen
1. De Hadith dient terug te gaan, via zijn naaste Sahaba, tot Mohammed door een onafgebroken keten van overleveraars (isnaad). Al-Bukhari ging er hierbij van uit dat het historisch bevestigd moest zijn dat twee opeenvolgende overleveraars elkaar ontmoet hadden. Muslim en anderen vonden dat het al voldoende was dat als deze overleveraars elkaar theoretisch gezien konden hebben.
2. De overleveraars moeten bekendstaan als oprecht. Sommigen vinden het al voldoende als een overleveraar moslim was, anderen stellen dat de oprechtheid bevestigd dient te zijn.
3. De overleveraars dienen bekend te staan om hun goede geheugen.
4. De Hadith dient vrij te zijn van afwijkingen van de bevestigde standaardoverleveringen (shudhudh). Zo kunnen vier verschillende overleveraars dezelfde Hadith overleveren die aan de eerdere voorwaarden voldoet. Drie Hadith hebben bij nadere bestudering dezelfde bewoordingen, terwijl één afwijkend is. Deze afwijkende Hadith wordt dan niet geaccepteerd.
5. De Hadith dient zowel qua tekst als qua keten van overleveringen zonder een verborgen mankement (‘illa) te zijn die waarschuwen voor de onechtheid ervan.

## Geschiedenis
Islamitische wetgeleerden en theologen hebben de eerste drie eeuwen lang gediscussieerd en gestudeerd over de vraag welke van de overgeleverde tradities, die elkaar op sommige punten tegenspreken, authentiek zijn en welke later verzonnen zijn. De Hadith zijn daarna opgenomen in talloze verzamelingen, waarvan er in de soennitische islam zes als betrouwbaar worden aangemerkt. Deze zijn rond 800-850 verzameld en staan bekend als de Kutub al-Sittah. De auteurs met hun collecties zijn:
- Al-Bukhari: Sahih Bukhari
- Muslim: Sahih Muslim
- Abu Dawud: Sunan Abu Dawud
- Tirmidhi: Jami' Tirmidhi
- Al-Nasa'i: Sunan An-Nasa'i (Sunan as-Sughra)
- Ibn Majah: Sunan Ibn Majah

Toch bestonden er al voor die tijd al Hadithverzamelingen. Deze waren echter minder systematisch van opzet en ze voldeden niet aan de strenge selectiecriteria die vooral Al-Bukhari en Muslim formuleerden. In de loop der tijd waren er namelijk veel verhalen over Mohammed verzonnen, omdat het een verhaal kracht kon bijzetten als men beweerde dat Mohammed het ook had gezegd. Moslims gaan ervan uit dat deze zes onderzoekers nauwkeurig het kaf van het koren hebben gescheiden. Enkele westerse islamologen vinden dat de betrouwbaarheid van een overlevering niet meer is vast te stellen en trekken de betrouwbaarheid van de Hadithliteratuur dus integraal in twijfel. 
Een zeer gerespecteerde uitlegger en 'redacteur' van de Hadith uit de negende eeuw was Al-Bukhari, een soennitisch geleerde. Samen met Muslim, een andere Hadithgeleerde, legde hij collecties aan van 'zeer betrouwbare' Hadith. Als een Hadith in die van Al-Bukhari evenals in die van Muslim voorkomt, gaan moslims ervan uit dat het een authentiek verhaal betreft. Beiden legden namelijk zeer kritische maatstaven aan voor het optekenen van een Hadith. Er waren circa 600.000 overleveringen over Mohammed in omloop, maar Al-Bukhari nam er slechts 7000 in zijn verzameling op; daarvan betreffen er 3000 varianten van dezelfde overlevering. Al-Bukhari en Muslim hebben grote invloed gehad op de ontwikkeling van de islamitische wetgeving.

## Kritiek
In de voornaamste stromingen in de islam, het soennisme en het sjiisme, wordt van moslims vereist dat ze zowel teksten uit de Koran als uit de Hadith kennen. Toch bestaat er ook kritiek op deze breed ondersteunde opvatting. Met name koranisten verwerpen deze opvatting, zij beschouwen de hadith teksten als een onbetrouwbare bron die op veel punten de Koran tegenspreekt, gebruikt om pre-islamitische Arabische gebruiken aan de islam toe te voegen en de islam te institutionaliseren.